# Gilded By The Sun
Gilded by the Sun è il primo album in studio del gruppo musicale britannico Fire + Ice, pubblicato nel 1992.

## Tracce
1. The Horseman's Word - 0:43
2. Long Lankin - 4:51
3. Corpus Christi - 3:57
4. Ljósálfar - 5:6
5. Fire Above - 3:03
6. Sir John Barleycorn - 4:01
7. Blood On The Snow - 5:15
8. Basilisk Abode - 4:54
9. Gilded By The Sun - 6:25
10. Long Lankin Threshing - 4:18

Durata totale: 42:59

## Crediti

### Musicisti
- Ian Read – voce, tastiere
- Mouse (Sharon Beaumont) – voce, basso, flauto dolce
- W.M. Owens - chitarra, tastiere

### Personale tecnico
- Daniel Freeman - tecnico del suono
- Douglas Pearce - fotografo